# Brzezinki (powiat radomski)
Brzezinki – wieś w Polsce położona w województwie mazowieckim, w powiecie radomskim, w gminie Pionki. Ma status solectwa.
W latach 1957–1975 miejscowość administracyjnie należała do województwa kieleckiego, a następnie w latach 1975–1998 do województwa radomskiego.
Wierni Kościoła rzymskokatolickiego należą do parafii św. Mikołaja i św. Małgorzaty w Jedlni.

## Historia

Władysław, król polski, przenosi w 1389 roku z prawa polskiego na średzkie wieś Brzezinki w powiecie radomskim, trzymaną w dzierżawie przez Dziersława Karwacjana, stolnika sandomierskiego.

Wieś założona została już w średniowieczu na prawie polskim. W czasie I Rzeczypospolitej Brzezinki jako część Jedlni leżała na terenie województwa sandomierskiego, w latach 1810–1815 w departamencie radomskim Księstwa Warszawskiego, w latach 1816–1837 w obwodzie radomskim województwa sandomierskiego, w latach 1837–1844 w guberni sandomierskiej i wreszcie w latach 1845–1915 na terenie guberni radomskiej Królestwa Kongresowego.
W latach 1919–1939 miejscowość administracyjnie należała do gminy Jedlnia, w powiecie kozienickim, w województwie kieleckim.
W czasie okupacji pod niemiecką administracją Generalnego Gubernatorstwa.